# الإقليم الكشفي العربي
الإقليم الكشفي العربي هو فرع لمكتب الكشافة العالمي التابع للمنظمة العالمية للحركة الكشفية تأسس عام 1954 في القاهرة ويضم 19 دولة عربية.

## النشأة
بدأت الحركة الكشفية في كل من لبنان وسوريا عام 1912 ثم في فلسطين ومصر والعراق. دعت كشافة سوريا قيادات الحركة الكشفية العربية إلى الاشتراك في مخيم أقيم في مدينة بلودان في سوريا عام 1938 بغرض لم شمل الشباب العرب وجمع كلمته وتوثيق الصلة بين أكبر عدد ممكن من الكشفيين إيماناً بأن العرب أمة واحدة، وقد حضر إلى هذا المخيـم قيادات من لبنان وسوريا وفلسطين ومصر والعراق.
لم يكن اللقاء الكشفي العربي الأول سهلاً، إذ كانـت الدول العربية في تلك الفترة في ظل الاستعمار أو الانتداب.
وفي المؤتمر الكشفي العربي الرابع عشر في ليشتنشتاين عام 1953 أبدت كشافة سوريا استعدادها لتنظيم المخيم الكشفي العالمي الثامن عام 1955 غير أن وفد إسرائيل اعترض على ذلك بحجة عدم استطاعته دخول البلاد العربية.
وأيدت بعض الدول المتعاطفة مع إسرائيل هذا الاعتراض. ونظراً لشعور الوفود العربية بعدم استطاعتها تنظيم مثل هذه المخيمات الدولية فقد بدأت تفكر جدياً في إعداد لائحة تمكن من إقامة مخيم كشفي خاص بالدول العربية، وفي آذار/مارس من عام 1954 أعدت لائحة عرضـــت على مجلس جامعة الدول العربية فأقرها المجلس في الدورة ال 21.
وقد عقد المؤتمر الأول في مدينة الزبداني في سوريا في صيف عام 1954 وفيه تم تشكيل اللجنة الكشفية العربية ثم أقيم المؤتمر الثاني في أبوقير في مصر صيف عام 1956، وتم فيه إعادة تشكيل اللجنة الكشفية العربية وإنشاء المكتب الكشفي العربي.

## نبذة
منظمة تربوية تطوعية غير سياسية مستقلة تتكون من الهيئات الكشفية العربية الملتزمة بأهداف ومبادئ وطريقة الحركة الكشفية والممثلة للكشفية في بلادها.

## الهدف
هدفنا هو تنمية الحركة الكشفية في الوطن العربي، وبث روح الانتماء والإخوة والتعاون بين الهيئات الكشفية العربية وتطبيق قرارات وتوصيات المؤتمرات الكشفية العربية والعالمية.

## الرؤيا
"مــــــن أجــــــل عالـــــــــم أفضـــــــــل"
تسعى الحركة الكشفية كحركة عالمية للمساهمة الفعلية من أجل جعل العالم مكاناً أفضل.

## المهمة
إن مهمة الحركة الكشفية هي المساهمة في تربية الشباب من خلال نظام تربوي لاكتساب القيم يرتكز على الوعد والقانون، وذلك من أجل المساعدة في بناء عالم أفضل يلتزم فيه المواطنون كأفراد بأداء دور بناء في المجتمع